# Z życia nastoletniego robota: Ucieczka z planety Roju
Z życia nastoletniego robota: Ucieczka z planety Roju (ang. My Life as a Teenage Robot The Movie: Escape From Cluster Prime, 2005) – kanadyjsko-amerykański średniometrażowy film animowany, wyprodukowany na podstawie serialu Z życia nastoletniego robota. Był nominowany do nagrody Annie. Światowa premiera filmu odbyła się 12 sierpnia 2005 roku, zaś polska premiera - 13 listopada 2008 roku.

## Opis
Podczas bitwy z Królową Vexus, władczynią planety Roju, Jenny przypadkowo niszczy uroczystość z okazji 300-lecia miasta Tremorton. Pewnej nocy za pomocą teleportacji nasza bohaterka przenosi się do miejsca, skąd pochodził jej wróg. Tam poznaje Vegę, dziewczynę, z którą się zaprzyjaźnia. Tymczasem Królowa Vexus szykuje atak na Ziemię. Mieszkańcy miasta próbują się bronić przed Rojem.

## Emisja filmu
W USA film jest emitowany w całości na kanale Nickelodeon - premiera 12 sierpnia 2005 roku. W Polsce zaś emitowany jest w dwóch częściach - premiera pierwszej części odbyła się 13 listopada 2008 roku, premiera drugiej części następnego dnia 14 listopada 2008 roku.

## Wersja polska
Wersja polska: na zlecenie Nickelodeon Polska - Master Film

Reżyseria: Małgorzata Boratyńska

Dialogi polskie: Magdalena Dwojak

Montaż: Paweł Siwiec

Dźwięk: Wojciech Kalinowski i Jakub Lenarczyk

Kierownictwo produkcji: Agnieszka Wiśniowska

Wystąpili:
- Joanna Pach – Jenny
- Krzysztof Szczerbiński – Brad
- Elżbieta Jędrzejewska – Tucker
- Małgorzata Kaczmarska – Pani Wakeman
- Klaudiusz Kaufmann – Sheldon
- Beata Jankowska-Tzimas – Brit
- Dominika Kluźniak – Tiff
- Brygida Turowska – Królowa Vexus
- Mirosław Zbrojewicz – Smytus
- Cynthia Kaszyńska – Vega, córka Królowej Vexus
- Przemysław Nikiel - Lektor
- Robert Tondera

i inni
Teksty piosenek: Bogusław Nowicki i Andrzej Brzeski

Kierownictwo muzyczne: Piotr Gogol

Śpiewała: Magdalena Tul